# Loris Dominissini
Loris Dominissini (Údine, 19 de novembro de 1961 – San Vito al Tagliamento, 4 de junho de 2021) foi um futebolista e treinador de futebol italiano que atuava como meio-campista.

## Carreira de jogador
Revelado pela Udinese em 1980, fez sua estreia profissional no ano seguinte, com a camisa da Triestina, onde atuou em 22 jogos e fez um gol. Defendeu também o Pordenone em 28 jogos antes de voltar à Udinese em 1983.
Jogou também por Messina, Reggiana (clube pelo qual teve maior destaque atuando em 146 partidas entre 1986 e 1993), Pistoiese, Sevegliano e Pro Gorizia, encerrando sua carreira em 1996, aos 35 anos.

## Carreira de treinador
Dominissini voltaria novamente à Udinese em 1998, desta vez para comandar as categorias de base do clube, em sua primeira experiência após a aposentadoria.
Sua primeira equipe como treinador principal foi o Como, entre 2000 e 2002. Comandou também Ascoli e Spezia, em passagens curtas, regressando mais uma vez à Udinese em fevereiro de 2006, para assumir o comando do time principal ao lado do argentino Roberto Néstor Sensini, que havia encerrado a carreira. Porém, maus resultados que deixaram os friulani próximos à zona de rebaixamento, aliados à eliminação para o Levski Sofia na Copa da UEFA causaram a demissão da dupla, que foi substituída por Giovanni Galeone.
Os últimos times que Dominssini treinou foram Pro Patria, Reggiana, CS Visé (Bélgica) e Lumignacco.

## Morte
Dominissini faleceu em 4 de junho de 2021, aos 59 anos, após um agravamento no seu estado de saúde em decorrência da COVID-19. Ele estava internado em um hospital na cidade de San Vito al Tagliamento.

## Títulos

### Como jogador
Messina
- Série C1: 1985–86

Reggiana
- Série C1: 1988–89
- Série B: 1992–93

### Como treinador
Como
- Série B: 2001–02

Spezia
- Coppa Italia Serie C: 2004–05